# Tiberius Cannutius
Tiberius Cannutius († 40 v. Chr.) war ein Politiker der ausgehenden römischen Republik. Er amtierte 44 v. Chr. als Volkstribun und wurde 40 v. Chr. als Feind von Octavian (dem späteren Kaiser Augustus) hingerichtet.

## Leben
Tiberius Cannutius amtierte im Jahr 44 v. Chr., in dem Caesar ermordet wurde, als Volkstribun. Er war ein erbitterter Gegner des Konsuls (und späteren Triumvirn) Marcus Antonius, den er wiederholt in Volksversammlungen heftig angriff.  Daher trat er als Parteigänger des bekannten römischen Redners Marcus Tullius Cicero auf, der ebenfalls mit Antonius verfeindet war. Als Octavian Ende Oktober 44 v. Chr. mit einem in Kampanien rekrutierten Heere vor Rom lagerte, suchte Cannutius ihn auf, um seine Absichten zu erkunden. Da sich der junge Caesarerbe deutlich gegen Antonius aussprach, führte Cannutius ihn in die Volksversammlung, um dessen Absichten dort öffentlich zu verkünden.
Bald darauf zog Octavian nach Etrurien weiter. Antonius kehrte nach Rom zurück und berief den Senat am 28. November 44 v. Chr. auf das Kapitol, um Octavian den Krieg erklären zu lassen. Damit Cannutius nicht gegen einen solchen Beschluss als Volkstribun Einspruch einlegen konnte, wurde er durch Antonius von der Senatssitzung ausgeschlossen und ihm sogar der Zutritt zum Kapitol verboten. Sobald Antonius Rom verlassen hatte, um den Kampf gegen Decimus Brutus in Gallia cisalpina aufzunehmen, verstärkte Cannutius seine Angriffe auf Antonius.
Nachdem Antonius, Octavian und Lepidus im November 43 v. Chr. das Zweite Triumvirat  vereinbart hatten, war dem Cannutius nicht nur Antonius, sondern auch Octavian verhasst. Er trat während des Perusinischen Kriegs zu dessen Feinden über und wurde nach Beendigung des Krieges (Februar 40 v. Chr.) auf Befehl Octavians hingerichtet.